# Контријер
Контријер (фр. Contrières) насеље је и општина у северној Француској у региону Доња Нормандија, у департману Манш која припада префектури Кутанс.
По подацима из 2011. године у општини је живело 386 становника, а густина насељености је износила 42,32 становника/km². Општина се простире на површини од 9,12 km². Налази се на средњој надморској висини од 16 метара (максималној 101 m, а минималној 8 m).

## Демографија
| 1962. | 1968. | 1975. | 1982. | 1990. | 1999. | 2011. |
| ----- | ----- | ----- | ----- | ----- | ----- | ----- |
| 300   | 344   | 335   | 298   | 335   | 332   | 386   |

График промене броја становника у току последњих година